# Разрушители легенд
«Разрушители легенд» (англ. MythBusters) — австралийско-американская научно-популярная телепередача, выходившая на телеканале Discovery Channel в 2003—2016 годах. Ведущие передачи: специалисты по спецэффектам Джейми Хайнеман и Адам Сэвидж, использующие свои навыки и опыт для экспериментальной проверки различных баек, слухов, городских легенд и других порождений популярной культуры. Съёмки передачи обычно проходили в области залива Сан-Франциско.

## История
Первоначально передачу на канал Дискавери представил продюсер Питер Рис (Peter Rees) из Beyond Television Productions в 2002 году под названием Tall Tales or True («Небылицы или правда»). Канал Дискавери дал добро на три специальных пилотных выпуска. Хайнеман попал на передачу при участии Риса, который до этого брал у Хайнемана интервью, когда тот появился на «Битвах роботов». Сэвидж, который до этого работал с Хайнеманом над рекламой и в «Битвах роботов», был приглашён Хайнеманом вести программу вместе, поскольку Хайнеман чувствовал, что недостаточно динамичен для того, чтобы вести её в одиночку. В 2014 г. из программы ушли Тори, Кери и Грант. С тех пор программу «Разрушители мифов», так же, как и в начале, вели только Джейми и Адам.
25 марта 2016 года телеканал Science объявил о своем намерении продолжить серию с новыми ведущими, которые были выбраны в реалити-шоу. Шоу, финал которого состоялся 17 февраля 2017 года, называется «Разрушители легенд: Кастинг» (англ. MythBusters: The Search). С 2017 года «Разрушители легенд» ведут победители реалити-шоу, Джон Лунг и Брайан Лоудэн.

## Формат

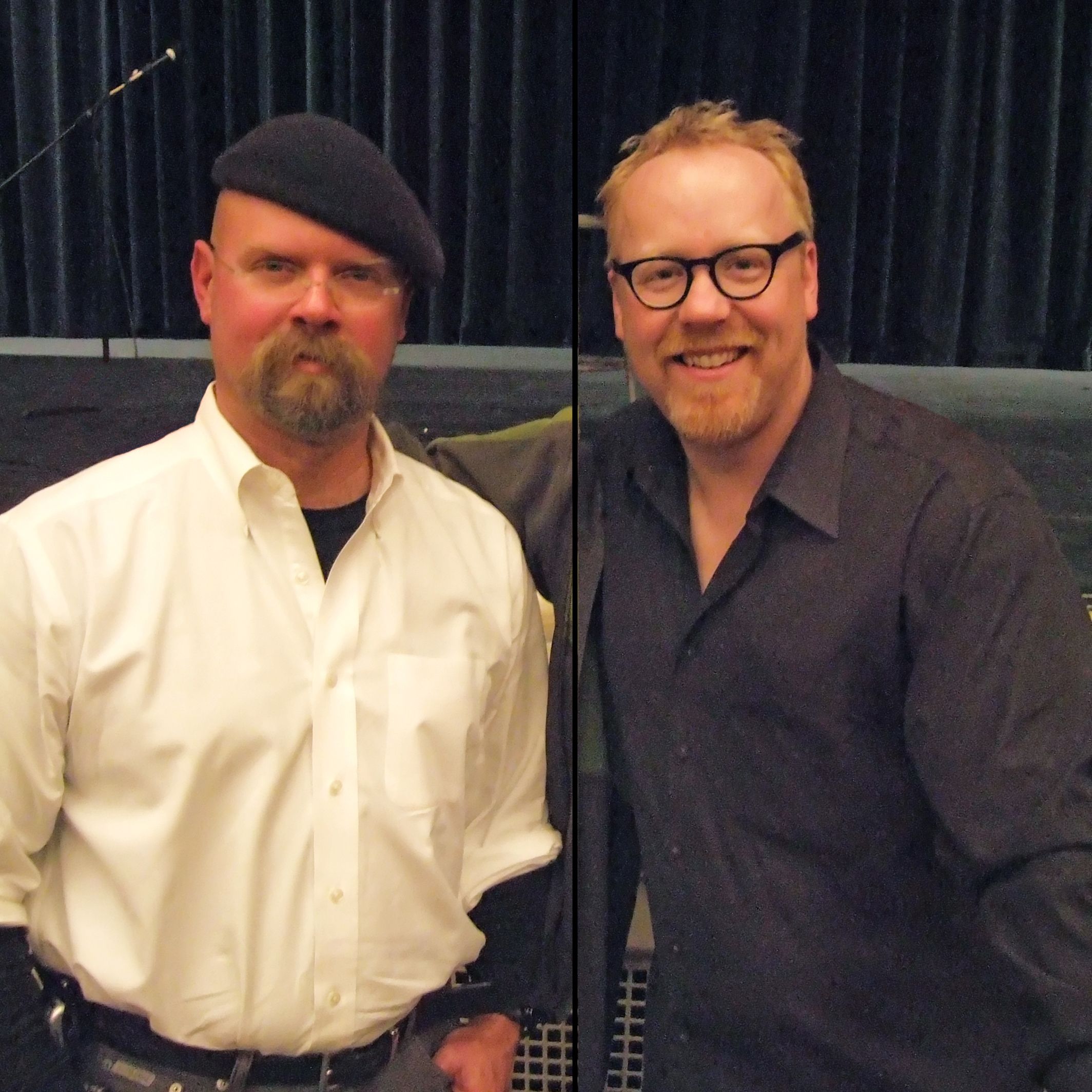
Джейми Хайнеман и Адам Сэвидж, кадры из телешоу

Каждый из часовых выпусков «Разрушители легенд» посвящён двум и более городским легендам, распространённым убеждениям или слухам из интернета. Основной миф часто требует всесторонней подготовки и специального полигона для испытания; кроме него в передачу также включают один-два не столь хлопотных в плане подготовки и проведения мифа. Некоторые эксперименты оказываются настолько сложными, что им посвящается весь час, отведённый на передачу. Иногда для проверки целого комплекса связанных мифов выпуск длится вдвое дольше обычного.
Ведущие Джейми Хайнеман и Адам Сэвидж больше 30 лет работали в сфере кинопроизводства (в области спецэффектов) Они были главными техниками в «Звёздных войнах» (например, программировали движения дроидов). Впоследствии они стали использовать свои обширные инженерные знания и богатый опыт конструирования для создания сложных механических устройств, используемых в проведении экспериментов. Они разрабатывают, собирают и используют эти механизмы в мастерской спецэффектов M5 Industries Хайнемана. Часто испытания проходят и в других местах Сан-Франциско и его окрестностей, в том числе на бывшей военно-морской авиабазе в Аламиде, бывшей авиабазе ВВС «Хэмилтон» в Новато, на гражданском авиакосмическом полигоне «Мохаве Спейспорт», или в пустыне Мохаве, где проверяются мифы, связанные с ракетами. К другим местам проведения проверок относятся Нью-Джерси (там они проверяли, действительно ли Джимми Хоффа похоронили под стадионом Giants Stadium), Багамы (где проверялись мифы об акулах), Аляска (где проверялись мифы, связанные с большим количеством снега, льда или низкими температурами воздуха).
Создатели шоу пытаются избегать непреднамеренной рекламы тех или иных торговых марок: их изображения закрывают бумагой с символикой передачи, а если это невозможно — «размывают» при последующей обработке изображения. Исключениями являются случаи, когда сами мифы как-то связаны с конкретной торговой маркой.

### Примеры исследуемых легенд
Вот только некоторые из легенд, проверенных «разрушителями»:
1. Может ли человеческий голос без специальных приспособлений разрушить стекло?
2. Может ли монетка, сброшенная с высокого здания, убить человека на земле?
3. Можно ли сконструировать полнофункциональное и малозаметное автомобильное сиденье с возможностью экстренного катапультирования?
4. Мог ли эксперимент Бенджамина Франклина с воздушным змеем быть проведён в действительности?
5. Есть ли эхо от кряканья утки?
6. Может ли вращающийся потолочный вентилятор отрубить человеку голову?
7. Можно ли спастись от огнестрельного оружия, нырнув под воду?
8. Можно ли разрушить замо́к, выстрелив в него?
9. Можно ли получить удар током, помочившись на контактный рельс?
10. Можно ли сделать ракету на топливе из колбасы Салями?
11. Может ли птица разбить лобовое стекло самолёта?
12. Были ли американцы на Луне?
13. Можно ли спастись из тонущей машины?
14. Может ли водонагревательный бойлер взлететь, как ракета и пробить крышу дома?
15. Могут ли взорваться консервы или аэрозоль в перегретой на солнце машине?
16. Может ли взорваться грудной имплантат в самолёте на большой высоте?

Некоторые слухи и городские легенды Разрушители отказываются проверять. Они не обращаются к паранормальным сущностям, таким как инопланетяне или привидения, поскольку такие явления не могут быть корректно проверены научными методами. Впрочем, однажды Разрушители легенд всё же попытались проверить миф об «энергии пирамид», что побудило Сэвиджа резюмировать: «Пожалуйста, больше никаких уги-буги мифов». «Разрушители» избегают мифов, которые нельзя проверить без риска для людей или животных; например, они отказались проверять миф, можно ли высушить пуделя в микроволновке. Книга «Разрушители легенд: взрывная правда, скрытая за 30 сбивающими с толку городскими легендами» содержит список дюжины баек, которые вряд ли возможно проверить (хотя три из них, в конце концов, были проверены, например Бумажный самострел).

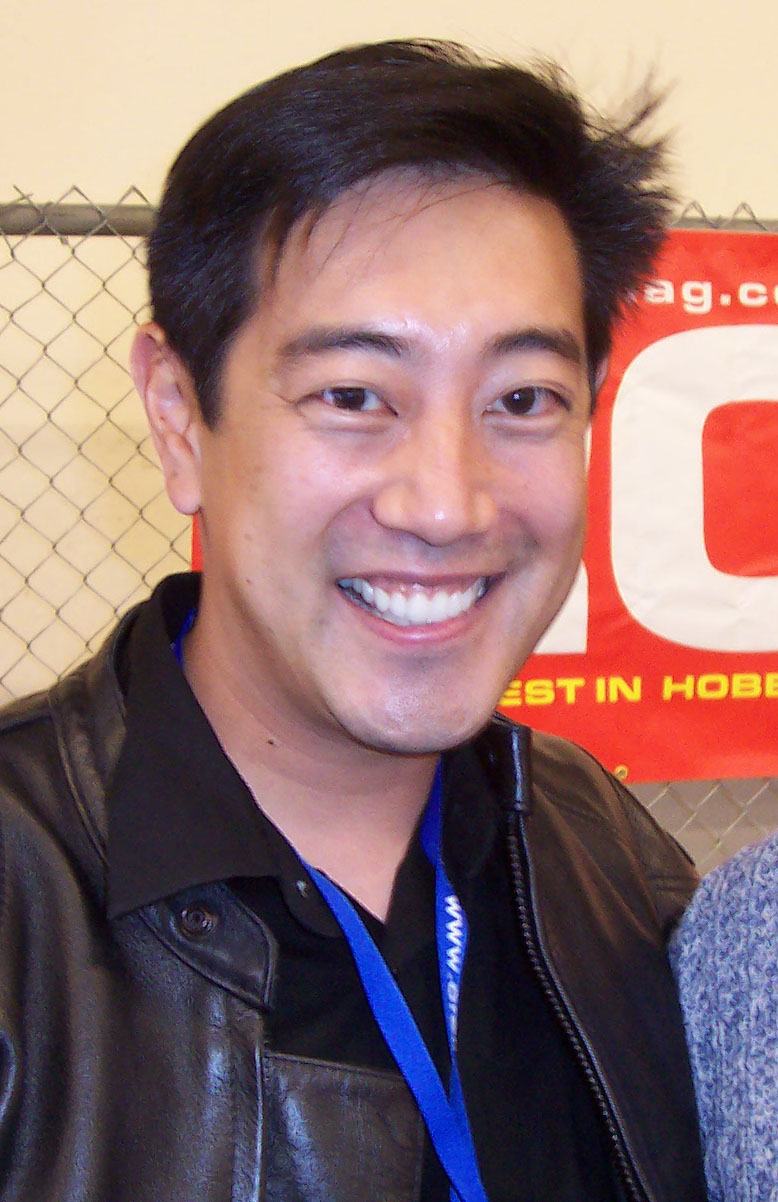
Один из ведущих передачи — Грант Имахара (Grant Imahara)

### Акцент на зрелищность
Методы проверки слухов и городских легенд — яркие и зрелищные насколько это возможно. Обычно не обходится без мощных взрывов, пожаров и им подобных эффектных разрушений. Возможно, именно из-за акцента на визуальной составляющей на передаче иногда происходят несчастные случаи и ранения различной степени тяжести. В связи с этим Сэвидж иногда описывает передачу как «Jackass + Mr. Wizard» (Jackass — американская передача, часто связанная с опасными для ведущих трюками, Mr. Wizard World — образовательная научно-популярная американская телепередача 50-х годов для детей). К тому же сами мифы для проверки выбираются так, чтобы обеспечить подобное зрелище, например «Может ли сотовый телефон явиться причиной взрыва бензиновых паров на заправке?», или «Может ли акула пробить лодку или пробить защиту противоакульей клетки, тараня их?»
Когда проверка мифа связана с пределами человеческого тела, ведущие всегда используют манекен для краш-тестов по имени «Бастер» («Buster») или баллистический гель, имитирующий ткани человеческого тела и использующийся экспертами по баллистике для тестов огнестрельного или другого метательного оружия. Если миф не слишком опасный, ведущие могут
проводить испытания на себе, несмотря на возможный риск, поэтому ранения и несчастные случаи бывают достаточно часто. Например, для проверки, может ли рекомендуемая пассажирам при аварии самолёта поза спасти жизнь, Сэвидж вместе с соведущими Тори Белечи и Кэри Байрон привязали себя к испытательной установке (после того, как она была проверена на манекенах) и сбросили её с высоты полтора метра. Хотя они могли этого избежать, все получили лёгкие телесные повреждения (ссадины, царапины).

### Методология проверки мифов
Проверка мифа обычно включает в себя две фазы. В первой фазе делается попытка выяснить, может ли при указанных в мифе условиях быть достигнут описанный в нём результат. Если нет, то ведущие расширяют трактовку мифа настолько, насколько это необходимо, пока желаемый результат не будет в точности воспроизведён. Эта вторая фаза — основная особенность «разрушителей».
Хорошей иллюстрацией такой методологии может служить эпизод «Убрать бетон», в котором проверялся миф о том, что взрыв динамитной шашки может очистить бетономешалку от застывшего внутри неё слоя бетона. В первую очередь ведущие убедились в том, что необходимость очистить машину от бетона действительно может возникнуть, и что сделать это вручную крайне тяжело. Далее они в точности воспроизвели миф: взорвали одну динамитную шашку внутри наполовину заполненной бетономешалки. Так как это не произвело видимого эффекта, разрушители увеличили количество взрывчатки. Это тоже не помогло и они стали класть в бетономешалку все больше и больше взрывчатки. Эксперимент был доведён до абсурда: после взрыва 386 кг игданита бетономешалку разорвало на кусочки. Только такими методами разрушителям удалось «убрать бетон». Этот взрыв до сих пор остаётся самым мощным за всю историю передачи, его часто демонстрируют в разного рода специальных выпусках.
Когда точные условия проверяемого мифа недостаточно ясны, в поисках наилучшего решения ведущие часто устраивают соревнование между собой. В одной из передач они соревновались, проверяя, может ли упавший со здания человек безопасно приземлиться (спланировать) на землю, используя листы фанеры. Адам Сэвидж построил деревянный парашют, а Джейми Хайнеман предпочёл сконструировать планерообразное приспособление. Оба устройства были проверены — наряду с вариантом использования обычных листов фанеры.

### Дополнительные материалы
Официальный сайт канала Discovery содержит большее количество дополнительных видеоматериалов, касающегося передачи:
- Эксклюзивные видеоматериалы, предназначенные для просмотра только на сайте канала (англ. Web Exclusives[8]);
- Видеоматериалы, по тем или иным причинам вырезанные во время монтажа (англ. Outtakes[9]);
- Съёмки кульминации мифа (как правило взрыва) при помощи высокоскоростной камеры (англ. High Speed Camera[10]) а также съёмки обычными камерами, но с различных точек и под разными углами;
- Рабочие материалы со съёмочной площадки (англ. Raw Materials[11]);
- Интервью[12] с ведущими передачи, эпизоды встреч ведущих со зрителями (англ. Behind the Scenes[13]) и многое другое.

Начиная с девятого сезона на официальном сайте программы стали размещаться пятиминутные видеоролики с ответами Разрушителей на вопросы телезрителей, касающихся последнего выпуска. Изначально эта вспомогательная передача носила название Камера Сгорания (англ. Combustion Chamber). Пилотный выпуск этой передачи был посвящён выпуску 126 «Вышибание из носков»; передачу вёл специальный ведущий, задававший вопросы Разрушителям. Впрочем, вскоре этот формат изменился, и Разрушители стали сами зачитывать вопросы зрителей. Помимо технических вопросов, почему тот или иной эксперимент ставился так, а не иначе, в видеоролики стали попадать один-два вопроса отвлечённого характера, как правило касающихся личной жизни самих Разрушителей.
Начиная с 2010 года Камера Сгорания стала выходить регулярно. После выпуска 156 «Тонущий автомобиль 2» название передачи изменили на «Послесловие» (англ. Aftershow). На текущий момент стандартной практикой является появление сразу двух «послесловий» по итогам каждого выпуска (в одном «послесловии» на вопросы телезрителей отвечают Адам и Джейми, в другом — Команда).

## Состав: ведущие и их помощники

### Основной состав ведущих

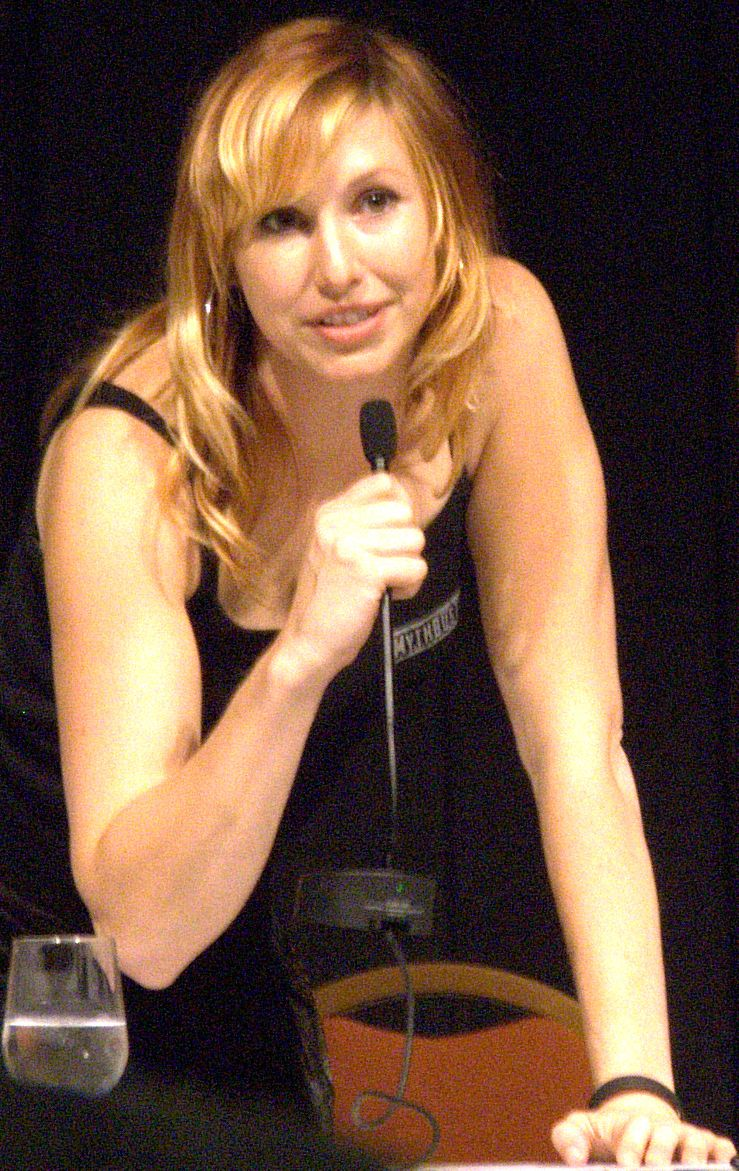
Одна из ведущих передачи — Кэри Байрон (Kari Byron)

Главными ведущими передачи с 2003 по 2016 год являлись Джейми Хайнеман и Адам Сэвидж. Их взаимоотношения составляют изюминку телепрограммы; фактически они образуют комический дуэт: Хайнеман играет роль прямолинейного, серьёзного человека, а Сэвидж его оттеняет своим извечным баловством и непосредственностью. С 2017 по 2018 год ведущими были Джон Лунг и Брайан Лоудэн.
В работе над выпусками Адаму и Джейми помогал персонал M5 Industries, который носит собирательное имя «Команда юниоров» (англ. The Build Team). Команда появилась в передаче начиная со второго сезона, а начиная с третьего сезона их имена появились в титрах, наряду с именами Хайнемана и Сэвиджа. В команду входили:
Кэри Байрон, Тори Белечи, и электро-инженер Грант Имахара. Изначально вместо Гранта в Команде была специалист по обработке металлов, сварщица Скотти Чепмен. С 2006 по 2014 год Байрон, Белечи и Грант были главными ведущими вместе с Хайнеманом и Сэвиджем. В финальном эпизоде 2016 года вернулись как специальные гости.

#### Скотти Чепмен
Была специалистом по металлу — сварщиком. Покинула проект после третьего сезона по личным причинам. В своём блоге MySpace она указала, что не вернется как постоянный ведущий, но появлялась 14 ноября 2007 года в Выпуске 90. «Полномасштабная проверка» (6 сезон), а также в 2008 в Спецвыпуске 11. «Юные учёные».

#### Джесси Комбс
Джесси Комбс присоединилась к команде в 2009, заменив Кери Байрон после ухода её в декретный отпуск. Американская телеведущая и специалист по обработке металлов. В 2005—2008 совместно с Йеном Джонсоном вела шоу «Xtreme 4x4» на телеканале Spike. До шоу «Xtreme 4x4» она также появлялась в программе «Крутой тюнинг (Overhaulin')» в качестве приглашенного слесаря.
После окончания средней школы Джесси Комбс отказалась от стипендии на поступление в школу дизайна интерьеров. В 2004 году она окончила Вайомингский технологический институт по специальности Послеаварийный ремонт и отделка автомобилей с одними из лучших оценок в своем классе. Также участвовала в изготовлении стрит родов, кастомов и разработке высокоскоростных трансмиссий.
27 августа 2019 года трагически погибла при попытке побить собственный рекорд скорости на реактивном автомобиле.

#### Другие
Некоторое время в состав ведущих входили победительница конкурса канала Дискавери Кристина Чемберлейн и Джесси «Джесс» Нельсон или как их ещё называли «Мифтерны» (англ. Mythtern языковая контаминация слов «MythBusters» и «Intern» — интерн/практикант).

### Ассистенты

#### Хизер Джозеф-Витхэм
Хизер Джозеф-Витхэм (Heather Joseph-Witham — специалист по фольклору, принимала участие в пилотных выпусках, всех выпусках первого и первых восьми выпусках второго сезона. В программе она объясняла происхождение и различные вариации некоторых из проверяемых городских легенд. Позже — профессор в колледже искусств и дизайна Лос-Анджелеса.

#### Бастер
Бастер — это манекен для краш-тестов, используемый при проверке опасных мифов. В самых первых сериях его называли Пижоном при переводе, но 1 раз назвали Бастером. С 5 серии 1 сезона его звали Бастером. В начале 2 сезона его периодически называли Разрушителем, а пару раз назвали Болваном. В результате проверок мифов Бастер многократно чинился и переделывался, пока наконец в течение почти целого эпизода его не переделали полностью. Бастер 2.0 может похвастаться конечностями, имеющими более реалистичные углы движения, а также легко заменяемые деревянные «кости», ломающимися под тем же усилием, что и кости человека. Вдобавок, его новая плоть была сделана из «драконьей кожи» («Dragon Skin») — специального огнеупорного силикона. Иногда Бастера оснащали специальным оборудованием для придания ему новых «способностей»: при проверке мифа «Падение с моста с молотком» он был оснащён акселерометром, а в Спецвыпуске 8. Челюсти (2 сезон) Бастер получил приспособление для того, чтобы бить акул кулаками. Несмотря на неодушевлённость, Бастер считается частью команды, и ведущие часто обращаются к нему с шуточными просьбами «потерпеть ещё немного», «ты часть коллектива, ты нужен нам» и так далее в том же духе. Последняя, четвёртая версия Бастера (англ. Buster 4.0), была представлена зрителям в выпуске 185. За рулём в каблуках (12 сезон).
Иногда в помощь Бастеру выдаются дополнительные манекены компании «Simulaids»: «Джейн», «Сьюзи Симулоид» и «Спасатель Рэнди» («Jane», «Simulaide Suzy», «Rescue Randy»). Они впервые появились при проверке того, может ли поза, рекомендуемая пассажирам при аварии самолёта, спасти жизнь («Убийственная при авиакатастрофе поза»).
В некоторых случаях Бастера заменяют на надувных ростовых кукол — например, в эпизоде с бронированием автомобиля телефонными справочниками именно они сидели внутри (при любом ранении должны были сдуться).
В четвёртом сезоне у Разрушителей появился Тэд («Ted», игра слов: «Busted» — «bus-Ted»). Это манекен из баллистического геля, созданный специально для мифа Семикилометровое падение (4 сезон). Тэд был «подарком» Джейми и Адаму от команды. Основная проблема с Тэдом заключалась в том, что он начал таять на солнце до того, как приготовления к проверке мифа были закончены. Однако он «выжил», хотя и стал плоским как блин ещё на глубине 150 метров.

## Список эпизодов
Последовательной системы для распределения эпизодов «Разрушителей легенд» в сезоны не существует. У шоу нет определённого календаря для периодов трансляции. На официальном сайте «Разрушителей легенд» эпизоды разделены по календарным годам. С другой стороны, Discovery выпускает DVD, которые иногда следуют за календарным годом, а иногда нет. Кроме того, Discovery продает «коллекции», в которых распределяют эпизоды по-другому — в каждую коллекцию входит от 10 до 12 эпизодов из разных сезонов. В данном списке эпизоды распределены по календарным годам, также как в официальном руководстве.
| Сезон | Серии | Серии | Даты показа      | Даты показа          |
| Сезон | Серии | Серии | Первая серия     | Последняя серия      |
| ----- | ----- | ----- | ---------------- | -------------------- |
| ПЭ    | 3     | 3     | 23 января 2003   | 7 марта 2003         |
| 2003  | 8     | 8     | 23 сентября 2003 | 12 декабря 2003      |
| 2004  | 17    | 17    | 11 января 2004   | 22 декабря 2004      |
| 2005  | 26    | 26    | 2 февраля 2005   | 16 ноября 2005       |
| 2006  | 28    | 28    | 11 января 2006   | 13 декабря 2006      |
| 2007  | 25    | 25    | 10 января 2007   | 12 декабря 2007      |
| 2008  | 20    | 20    | 16 января 2008   | 19 ноября 2008       |
| 2009  | 23    | 23    | 8 апреля 2009    | 28 декабря 2009      |
| 2010  | 24    | 24    | 4 января 2010    | 22 декабря 2010      |
| 2011  | 22    | 22    | 6 апреля 2011    | 30 ноября 2011       |
| 2012  | 21    | 21    | 25 марта 2012    | 25 ноября 2012       |
| 2013  | 11    | 11    | 1 мая 2013       | 17 октября 2013      |
| 2014  | 15    | 15    | 4 января 2014    | 21 августа 2014      |
| 2015  | 14    | 14    | 10 января 2015   | 5 сентября 2015      |
| 2016  | 12    | 12    | 2 января 2016    | 6 марта 2016         |
| 2017  | 6     | 6     | 15 ноября 2017   | 20 декабря 2017      |
| 2018  | 8     | 8     | 3 января 2018    | 28 февраля 2018 (UK) |
| СП    | 13    | 13    | 21 марта 2004    | 1 мая 2013           |

## Итоговая оценка проверяемых мифов
В конце каждой передачи проверяемым мифам дают оценку «опровергнуто», «правдоподобно» («частично подтверждено») или «подтверждено».
Подтверждено (Confirmed)Ведущим удалось достигнуть описанного в мифе результата при указанных в нём условиях. Если найдено документальное свидетельство произошедшего в мифе, он может быть также подтверждён.
Правдоподобно (Plausible)Впервые использовано во 2-м сезоне. Желаемый результат может быть достигнут только при расширении условий в разумных пределах (то есть условия, в которых миф работает, непрактичны, но всё же вероятны), или результат может быть достигнут добавлением условий, которые могут быть, а могут и не быть частью описанного мифа. Также эта оценка используется, если существуют документальные свидетельства произошедшего, при этом ведущие не смогли воспроизвести описываемые обстоятельства.
Опровергнуто (Busted)Результат не может быть достигнут ни в описанных условиях, ни в случае их более широкой трактовки, или достижение результата требует необычное расширение или изменение условий, вероятность чего в реальности крайне мала.
Изредка мифу даётся более одной оценки. Проверяя миф о том, может ли пуля, выстреленная вертикально вверх, упасть и убить стрелка или случайного свидетеля, ведущие присвоили ему все три оценки — «опровергнуто», «правдоподобно» и «подтверждено». «Опровергнуто» — потому что выстреленная вверх пуля падает на землю со скоростью, недостаточной для того, чтобы убить; «правдоподобно» — потому что стрелок всё же стреляет не абсолютно вертикально, а под небольшим углом, в этом случае пуля летит по баллистической траектории и может быть опасна; «подтверждено» — потому что имелись сообщения свидетелей о том, что падающие пули убивали людей. На самом деле, по этой причине многие местные власти прямо запрещают стрельбу вверх.
В мифе «Реактивное такси» утверждалось, что автомобиль, проезжающий за реактивным лайнером, может быть перевёрнут ударом его реактивной струи при включении двигателя лайнера на полную мощность. Из-за трудностей с материально-техническим обеспечением условия мифа не удалось воспроизвести в полном объёме, и мифу была дана оценка «частично подтверждено», несмотря на то, что такие случаи были зафиксированы в теленовостях.
Если была получена обратная связь с форума фэн-сайта и из других источников, утверждающая, что эксперименты были проведены неправильно или не до конца, ведущие могут пересмотреть прошлые мифы и перепроверить их. На июль 2012 года было десять выпусков передачи, полностью посвящённых повторным проверкам. Перепроверки проводятся с новыми методиками тестирования или новыми данными о проверяемой легенде. На сегодняшний день[когда?] оценки четырёх мифов были изменены. Миф «Куриная пушка» из «опровергнутого» стал «правдоподобным», миф «Кто намокнет сильнее?» из «опровергнутого» стал «подтверждённым», миф «Реактивное такси» из «почти правдоподобно» стал «подтверждённым» и, наконец, миф «Полёт на фейерверках» из «опровергнутого» стал «подтверждённым». Статусы всех остальных мифов остались прежними.
В мифе «Антигравитация» Тори заметил, что они могут опровергнуть не антигравитацию, а только его антигравитационное устройство, в связи с чем Кэри сказала, что они могут пересмотреть миф, и дать ему оценку «опровергнуто (на сегодняшний день)». На сегодня[когда?], это единственный миф с такой оценкой.

## Часто используемые предметы
- Баллистический гель, используемый многими организациями для проверки характеристик боеприпасов огнестрельного оружия — в качестве имитатора некоторых физических свойств мышечных тканей человека. В этой передаче также используются гели различного состава для имитации различных свойств человеческой плоти, таких как электропроводность или сопротивляемость ударам тупым предметом.
- Автомобили — часто берутся со свалки, но иногда покупаются в рабочем состоянии (а бывает — их дарят фанаты передачи).
- Огнестрельное оружие и взрывчатка — применяются для проверки мифов, связанных с их использованием. Обычно приглашается специалист по огнестрельному оружию или взрывотехнике. Такие проверки обычно заканчиваются полным уничтожением объекта исследования.
- Камеры для сверхбыстрой съёмки — очень часто используются для записи перемещения быстро движущихся объектов, а также, в комплекте с измерительной линейкой, для измерения скорости движения объектов.
- Свиные туши или их отдельные органы — обычно используются в тех случаях, когда миф связан с повреждениями человеческого тела и нужен его аналог, при этом Бастера использовать нельзя. Они были использованы при проверке мифов, связанных с разложением, стрельбой и возможным расчленением.
- Листы поликарбоната — широко используются во многих сериях передачи в качестве защитных щитов в потенциально взрывоопасных или рискованных экспериментах. Надежность самих щитов выступала объектом одного из экспериментов, причём в результате была поставлена под сомнение (один из таких щитов был пробит курицей в сюжете «Куриная пушка (1 сезон)»).
- Смычки (защёлки) — часто используются в экспериментах, связанных с падениями или устройствами под давлением. Также часто используются театральные защёлки как быстро размыкающиеся.
- Армированная клейкая лента — широко используются во многих сериях передачи в качестве строительного материала.

## Несчастные случаи и ранения
Вследствие характера испытаний, а также применяемых методов, на передаче в разное время происходили несчастные случаи, ранения и аварийные ситуации. Вот некоторые из них:
- Нижнюю губу Адама засосало в работающий двигатель пылесоса и поцарапало. Адам «проверял» двигатель, предназначенный для изготовления судна на воздушной подушке (миф «Машина для левитации»). Позднее, в спецвыпуске 6. За кулисами, он объяснял свой поступок тем, что ему было интересно, притянет ли пылесос губу, но он не подумал о быстро вращающейся крыльчатке внутри устройства.
- У Адама полностью сгорела правая бровь и немного обгорели волосы при взрыве во время проверки мифа «Сотовый телефон как причина взрыва», по поводу чего он сказал свою «коронную фразу»: «Я что… потерял бровь?» («Am I missing… an eyebrow?»). Эту фразу потом часто демонстрировали в открывающем ролике передачи.
- Джейми чуть не упал в обморок во время проверки мифа «Вонючая машина». Герметично запечатанная машина с двумя свиными тушами внутри, проведя в таком состоянии два месяца, аккумулировала аммиак в такой высокой концентрации, что Джейми чуть не потерял сознание, когда сел внутрь, чтобы снять машину с тормоза.
- В процессе проверки того, может ли пенни, сброшенное с высокого здания, убить человека на земле (Падение пенни), Джейми модифицировал пневматический пистолет для скрепок для того, чтобы выстреливать пенни на предельной скорости. Пистолет случайно выстрелил, когда его перевернули, и попал в одну из люминесцентных ламп мастерской. Все были экстренно эвакуированы из-за опасности отравления парами ртути.
- Во время проверки мифа о мосте и марширующих по нему солдатах Адам, собирая мост, глубоко порезал правую руку элементами конструкции моста.
- Адам и Кристина получили небольшие ожоги во время проверки мифа «Взрывающийся леденец». Кристи обожглась больше — горячая жидкая начинка конфеты брызнула ей на лицо и шею. Адам позже сказал, что жидкая конфета при 120 °C «… похожа на напалм».
- Тори перевернулся на велосипеде, когда пытался перепрыгнуть на нём через тележку во время проверки мифа Прыжок на вале трансмиссии (2-й сезон), хотя езда на велосипеде и не входила в программу проверки мифа.
- Тори также упал вместе с качелями, когда у них порвались цепи во время проверки мифа 360° на качелях (2-й сезон).
- При проверке мифа «Взрывающийся гель для волос (2-й сезон)» сжатая реактивная струя модели взорвалась через секунду после того, как Адам прошёл мимо.
- Во время проверки мифа «Ракета конфедератов (3-й сезон)» Джейми и Адам недооценили мощность изготовленной ими ракеты, решив протестировать её в помещении. В результате Джейми почти попал в центр взрыва, а многие предметы, включая судно на воздушной подушке Адама, воспламенились. Почти все помещения мастерской были заполнены густым дымом, и весь персонал был временно эвакуирован.
- При проверке мифа о багдадской батарейке (2-й сезон) команда юниоров подключила генератор для электроизгороди к двум позолоченым фигуркам ангелов. В результате Адам, прикоснувшись к ним, получил сильный удар током. Инициатором «розыгрыша» выступила Кэри.
- В выпуске 86. Час супергероя (5-й сезон) Джейми поранил свой нос, обрезав тросик лебедки ножом.
- При проверке мифа о магической энергии пирамид (2-й сезон) Тори изрезал себе лицо, пытаясь побриться бритвой с затупившимся лезвием.
- При проверке мифа про «голливудский» трюк «Держась за выступ» (9-й сезон) Тори сорвался и поранил голень.
- При проверке мифа о сбивающей с ног пуле (2-й сезон) Тори болтался на вешалке. Когда Скотти его толкнула, он упал и ударил себя карабином по голове.
- При попытке создать пороховой двигатель (4-й сезон) Тори подшутил над Грантом и Кэри, подсыпав больше пороха. После взрыва все чуть не оглохли.

### Происшествие в Эспарто
20 марта 2009 года во время съёмок эпизода Вышибание из носков (9-й сезон) городок Эспарто, штат Калифорния, сотрясся от мощного взрыва 225 килограммов АСДТ. Взрыв произошёл в заброшенном карьере вблизи от города; в результате взрыва во многих домах были выбиты окна. В тот же день представители передачи заменили стёкла в некоторых пострадавших домах. Подробности этого эпизода были освещены в спецвыпуске 15. Любимые места (11-й сезон). По словам ведущих, причиной этого несчастного случая стала ошибка экспертов-взрывотехников, которые неправильно оценили мощность заряда.

### Инцидент с пушечным ядром
6 декабря 2011 года на полигоне шерифа округа Аламида команда Разрушителей легенд, проводя эксперимент по определению эффективности различных снарядов при стрельбе из пушки (серия «Химия пушечного ядра», вышла в эфир спустя почти год — 11 ноября 2012 года), случайно промахнулась мимо предполагаемой цели из бочек с водой и произвела выстрел пушечным ядром в сторону городка Дублин, Калифорния. Пушечное ядро пролетело свыше 600 метров, пробило насквозь жилой дом, оставив в нём отверстие диаметром в 25 сантиметров, срикошетило о крышу другого дома, и завершило свой полёт в салоне припаркованного минивэна. При инциденте никто не пострадал.
Продюсер программы посетил хозяев пострадавшего дома, чтобы лично принести им свои извинения. Чуть позже свои извинения принесли Адам Сэвидж и Джейми Хайнеман; при этом Адам Сэвидж заверил зрителей, что случившийся инцидент не приведёт к остановке или запрету передачи.

## Влияние и популярность

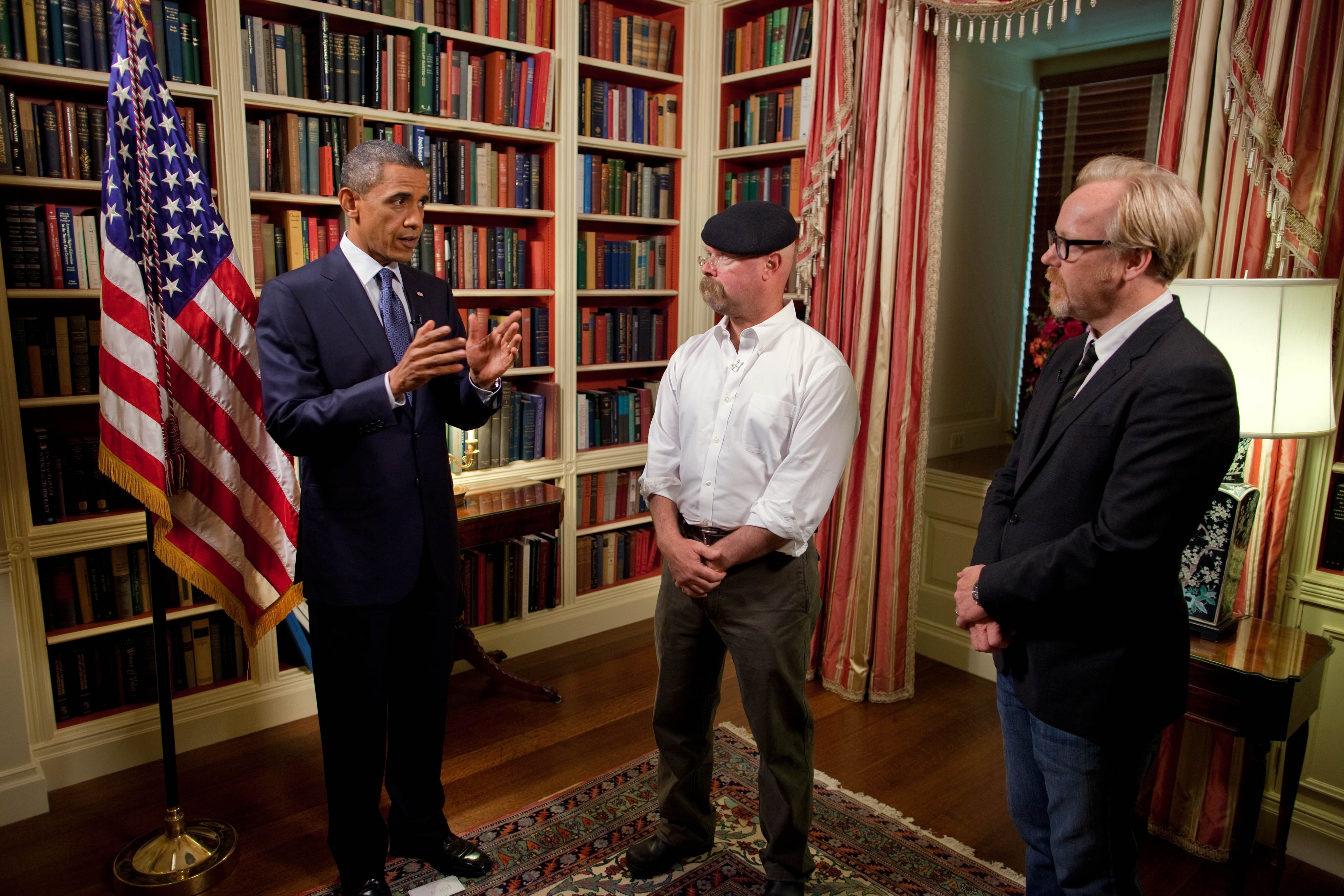
Джейми Хайнеман и Адам Сэвидж на приёме у президента США

- Хайнеман и Сэвидж появились на телепередаче «Доброе утро, Америка» («Good Morning America») 8 ноября 2006.
- В одном из выпусков 2005 года кулинарной телепередачи «Good Eats» под названием «Крушители мифов» (англ. Myth Smashers) в стиле MythBusters проверялись мифы, связанные с кулинарией, хотя никого из MythBusters на передаче не было.
- Телепередача X-Play на канале G4 также обыграла «разрушение легенд»: серия, появившаяся 22 августа 2005 года, называлась «Взломщики мифов» (англ. MythCrackers). В этой пародии два человека пытались проверить некоторые мифы из компьютерных игр. Например, будет ли проезжающая машина двигаться быстрее, если разместить на земле стрелки, можно ли вырастить гиганта нужного размера, если есть грибы, взрываются ли бочки от выстрелов, и что будет, если вытащить карту памяти во время сохранения.
- В марте 2006 года Хайнеман и Сэвидж выступали на ежегодном собрании Национальной ассоциации преподавателей естественных наук (англ. National Science Teachers Association), которая в октябре 2006 года удостоила их звания пожизненных почётных членов.
- В 2006 Хайнеман и Сэвидж появились на австралийской еженедельной телепередаче «Logie Awards», где они пытались проверить миф о том, действительно ли атмосферное давление может увеличить размер груди у гостей шоу. Был использован видеоматериал, отснятый для серии Силиконовые груди (1 сезон) с новым закадровым текстом, вступительным роликом и концовкой.
- Джейми и Адам иногда появляются в университетах США, чтобы рассказать о том, каково быть «разрушителем легенд».
- Лего-фигурки Джейми и Адама появились в онлайн-комиксе «Irregular Webcomic!», в котором они проверяли разного рода странные мифы. Например, они подтвердили, что «Смерть никого не ждёт»[22].
- В выпуске 157 «Задание президента» (8 сезон) снялся Барак Обама. Он лично поручает Сэвиджу и Хайнеману перепроверить древнюю легенду о том, как античный учёный Архимед сжёг римский флот с помощью солнечных лучей, проходящих через систему зеркал.[23][24] Данный миф был разрушен.
- Адам и Джейми снялись в сериале «C.S.I.: Место преступления» в эпизоде с расследованием возгорания рубашки подозреваемого от удара электрошокером. Позже этому также был посвящён эпизод Поджигающий шокер (9 сезон) самих «Разрушителей легенд».
- В 13 серии 23 сезона мультсериала «Симпсоны» они предстали в роли Разрушителей легенд. В мультсериале были показаны реальные мифы из передачи.

## Международное вещание
Передача снималась прежде всего для США. Закадровый английский текст читал Роберт Ли (Robert Lee). Кроме США, Разрушители легенд демонстрировались во многих странах, прежде всего на национальных версиях канала Discovery Channel. В некоторых случаях телепередача снабжалась субтитрами, традиционные единицы измерения США были переведены в метрическую систему, а закадровый текст иногда полностью дублировался. В июле 2006-го отредактированная 30-минутная (в противоположность обычной 50-минутной) версия телепередачи появилась на британском канале BBC Two. В России Разрушители легенд, кроме Discovery, транслировались на каналах: ТВ3, Rambler, Пятница, Че, 2x2.

## Похожие телепередачи
- «Пенн и Теллер: Правда и ложь!» (англ. Penn & Teller: Bullshit!) — ещё одна программа, основанная на научном скептицизме, но более ориентированная на публичные дискуссии.
- «Наука из Голливуда» (англ. Hollywood Science) — передача аналогичной направленности, предшествовала MythBusters, созданная Открытым университетом для Би-Би-Си, представленные Робертом Люэлином (Robert Llewellyn) и учёным Джонотаном Хиэ (Jonathan Hare).
- «Мозголомы: насилие над наукой» (англ. Brainiac: Science Abuse, название так же ранее переводилось как «Мозголомы») — британская телепередача, также проверяющая популярные мифы и слухи, но более развлекательной направленности, чем Разрушители легенд. Её русская версия выходила на канале Discovery Channel и РЕН-ТВ с ведущим Василием Стрельниковым.

## Варианты перевода названия передачи
Первоначально в России передача появилась на русскоязычной версии канала «Дискавери», и название «MythBusters» было переведено как «Разрушители мифов» (выпуски 1—5), впоследствии — «Разрушители легенд». На Rambler’е передача первоначально выходила как «Разрушители мифов», но позже название перевели как «Железные доказательства». На телеканале ТВ3 программа выходила под названием «Разрушители мифов».
В Германии передача транслируется под названием «MythBusters — Die Wissensjäger» (нем. Wissensjäger — «Охотники за знаниями»), по аналогии с Ghostbusters — Охотники за привидениями.
На украинском телеканале «Новый канал», передача транслировалась под названием «Руйнівники міфів», то есть «Разрушители мифов». Сейчас же транслируется на украинском телеканале «Мега» под таким же названием.

## Пародии
- Адам и Джейми часто пародируются в рекламе пластиковых окон BFK.
- В мультсериале «Симпсоны» 13 серия 23 сезона построена на основе пародии на «Разрушителей легенд». Также в кадрах можно увидеть саму пародию на передачу.
- В феврале 2009 года передача «Robot Chicken» выложила на YouTube пародию на «Разрушителей легенд».
- В октябре 2013 года в 240 эпизоде интернет-шоу Ностальгического Критика (Даг Волкер), была пародия на «Разрушителей легенд», в которой также принял участие другой интернет-обозреватель Синема Сноб (Бред Джонс).[источник не указан 1806 дней]
- В ноябре 2014 года, в первом эпизоде 4 сезона интернет-шоу «Epic Rap Battles of History» была сделана пародия рэп-битвы между персонажами Адама и Джейми против персонажей фильма «Охотников за привидениями».